# TFF 2. Lig 2018/19
Die TFF 2. Lig 2018/19 war die 48. Spielzeit der dritthöchsten türkischen Spielklasse im Fußball der Männer. Sie begann am 1. September 2018 mit dem 1. Spieltag und endete mit dem Playoff-Finale am 28. Mai 2019.

## Austragungsmodus
In der Saison 2018/19 wurde die TFF 2. Lig wie in der Vorsaison in zwei Gruppen mit je 18 Mannschaften unterteilt. In diesen Gruppen, die sich „weiße Gruppe“ (beyaz grup) und „rote Gruppe“ (kırmızı grup) nennen, spielten diese Teams um den Aufstieg in die TFF 1. Lig beziehungsweise gegen den Abstieg in die viertklassige TFF 3. Lig. Die Einteilung der Mannschaften in die jeweiligen Gruppen wurde per Auslosung am 2. Juli 2018 im Orhan-Saka-Haus der Amateure (türkisch: Orhan Saka Amatörler Evi) im Istanbuler Stadtteil Sarıyer bestimmt. Die Auslosung des Spielplanes der Spielzeit wurde am 16. Juli 2018 an gleicher Stelle vorgenommen.
Die Tabellenersten beider Gruppen stiegen direkt in die höhere TFF 1. Lig auf. Die Mannschaften auf den Plätzen zwei bis fünf beider Gruppen nahmen an den Play-offs teil, in denen der dritte Aufsteiger per K.-o.-System bestimmt wurde. Die Play-offs fingen mit den Viertelfinalbegegnungen an. Alle Play-off-Phasen außer der Finalbegegnung werden mit Hin- und Rückspiel gespielt. Nur das Finale wurde dann in einer für beide teilnehmenden Mannschaften neutralen Stadt ausgetragen und nur mit einer Partie ausgespielt. Im Playoff trafen die Tabellenzweiten der jeweiligen Gruppe auf den Tabellenfünften der gleichen Gruppe und der Tabellendritte der jeweiligen Gruppe auf den Tabellenvierten der gleichen Gruppe. Bis auf die Finalbegegnung wurde jede K.-o.-Runde durch zwei Begegnungen in Hin- und Rückspiel ausgetragen.
Die drei Letztplatzierten beider Gruppen stiegen in die TFF 3. Lig ab.

### Ausländerplätze
In der TFF 2. Lig sind ausländische Spieler nicht spielberechtigt. Mannschaften, die von der TFF 1. Lig abgestiegen sind, können ihre ausländischen Spieler an Vereine der oberen Ligen ausleihen.

## Besondere Vorkommnisse
- Am 24. Spieltag kam es bei einem Spiel zwischen Amed SK und Sakaryaspor zum Eklat, als nach dem Spiel durch Videoausschnitte belegt werden konnte, dass Mansur Çalar vom Amed SK eine Rasierklinge ins Spielfeld geschmuggelt hatte und diese auch bei vier Gegenspielern einsetzte und letzteren Schnittwunden zufügte. Das Disziplinarkomitee des türkischen Fußballverbandes bestrafte Çalar aufgrund dieser außerordentlich groben Unsportlichkeit mit einer vierjährigen Sperre. Da nach den Regeln des türkischen Fußballverbandes ein Ausschluss von mehr als drei Jahren automatisch zu einer lebenslangen Sperre führt, darf Çalar zumindest in der Türkei in keinem Spiel mehr sowohl für professionelle als auch für Amateurvereine auflaufen. Außerdem wurde er mit einer Geldstrafe von 25.000 türkischer Lira (umgerechnet circa 4.000 Euro) belegt.[4] Çalar selbst bestreitet die Vorwürfe und ist der Meinung, dass er keine Rasierklinge oder sonstige Gegenstände benutzt habe, dies sei auch auf den Videos nicht zu erkennen. Er sei mehr als 15 Jahren Fußballprofi und würde sich solche Entgleisungen nicht erlauben. Amed SK stellte sich hinter Çalar und behauptete auf einer Pressekonferenz, dass Çalar und Amed SK Opfer eines „Komplotts“ seien. Die Spieler von Sakaryaspor seien von Beginn des Spiels an darauf programmiert gewesen, die Spieler von Amed SK zu provozieren. Als Beweis zeigte der Präsident ein Foto, auf dem der Profi Dilaver Güçlü zu sehen ist, wie er während des Abspielens der türkischen Nationalhymne seine Hände zu einem Wolfsgruß, ein Erkennungsmerkmal der rechtsextremen Bewegung der Grauen Wölfe, formt. Falls Çalar eine Rasierklinge verwendet hätte, hätten die Spieler der Ansicht von Karakaş nach sich vor Schmerzen auf dem Boden wälzen oder zumindest bluten müssen, beides sei auf den Videos jedoch nicht zu sehen. Die aus seiner Sicht vermeintlichen Opfer hätten sich die Schnittwunden selbst zugefügt.[5]
- Vor der Saison 2018/19 wurde der Verein Niğde Belediyespor vom Zweitligisten Altınordu Izmir als sein Zweitverein übernommen und in Niğde Anadolu FK umbenannt.[6]

## Teilnehmer
Zu Saisonbeginn waren zu den von der vorherigen Saison verbliebenen 27 Mannschaften die drei Absteiger aus der TFF 1. Lig Samsunspor, Manisaspor und Gaziantepspor und die sechs Aufsteiger aus der TFF 3. Lig Manisa Büyükşehir Belediyespor, Utaş Uşakspor, Darıca Gençlerbirliği, Ankara Demirspor, Bayrampaşaspor, Tarsus İdman Yurdu hinzugekommen.

### Mannschaften der Gruppe Weiß
| Mannschaft                    | Stadt      | Gründung | In der Liga seit | Letzte Saison | Stadion                       | Kapazität |
| ----------------------------- | ---------- | -------- | ---------------- | ------------- | ----------------------------- | --------- |
| Amed SK                       | Diyarbakır | 1990     | 2013             | 15.           | Seyrantepe Diski Stadion      | 1.540     |
| Ankara Demirspor (Aufsteiger) | Ankara     | 1932     | 2018             | 002. 2, 3     | Cebeci İnönü Stadı            | 37.0000   |
| Bayrampaşaspor (Aufsteiger)   | Istanbul   | 1959     | 2018             | 004. 2, 3     | Çetin-Emeç-Stadion            | 3.500     |
| BB Bodrumspor                 | Bodrum     | 1931     | 2018             | 14.           | Bodrum İlçe Stadı             | 4.563     |
| Eyüpspor                      | Istanbul   | 1919     | 2015             | 12.           | Eyüp Stadı                    | 2.500     |
| Gaziantepspor (Absteiger)     | Gaziantep  | 1969     | 2018             | 018. 1        | Gaziantep Arena               | 35.5740   |
| Gümüşhanespor                 | Gümüşhane  | 1995     | 2013             | 3.            | Gümüşhane Stadtstation        | 4.000     |
| Hacettepe SK                  | Ankara     | 2001     | 2014             | 7.            | Ankara 19 Mayıs Stadı         | 19.2090   |
| İnegölspor                    | İnegöl     | 1954     | 2012             | 7.            | İnegöl Stadion                | 4.975     |
| Kastamonuspor 1966            | Kastamonu  | 1966     | 2016             | 11.           | Gazi Stadyumu                 | 4.033     |
| Keçiörengücü                  | Ankara     | 1987     | 2014             | 5.            | Aktepe Stadion                | 4.883     |
| Manisaspor (Absteiger)        | Manisa     | 1965     | 2018             | 017. 1        | Manisa 19 Mayıs Stadı         | 16.5970   |
| Niğde Anadolu FK              | Niğde      | 1990     | 2016             | 9.            | Niğde Stadion des 5. Februars | 5.000     |
| Sakaryaspor                   | Adapazarı  | 1965     | 2017             | 5.            | Sakarya Atatürk Stadı         | 13.4830   |
| Samsunspor (Absteiger)        | Samsun     | 1965     | 2018             | 016. 1        | Samsun 19 Mayıs Stadı (2017)  | 33.9190   |
| Sancaktepe Belediyespor       | Istanbul   | 2008     | 2017             | 1.            | Hakan Şükür Stadı             | 7.000     |
| Sarıyer SK                    | Istanbul   | 1940     | 2005             | 8.            | Yusuf-Ziya-Öniş-Stadion       | 10.0000   |
| Utaş Uşakspor (Aufsteiger)    | Uşak       | 1984     | 2018             | 01. 2         | 1 Eylül Stadyumu              | 5.944     |

| Amed SK |

| Ankara Demirspor, Keçiörengücü, Hacettepe SK |

| Istanbul |

| Vereine in Istanbul: Bayrampaşaspor, Eyüpspor, Sancaktepe Belediyespor, Sarıyer SK |

| BB Bodrumspor |

| Gaziantepspor |

| Gümüşhanespor |

| Manisaspor |

| İnegölspor |

| Kastamonuspor 1966 |

| Niğde Anadolu FK |

| Sakaryaspor |

| Samsunspor |

| Utaş Uşakspor |

### Mannschaften der Gruppe Rot
| Mannschaft                         | Stadt         | Gründung | In der Liga seit | Letzte Saison | Stadion                            | Kapazität |
| ---------------------------------- | ------------- | -------- | ---------------- | ------------- | ---------------------------------- | --------- |
| Anadolu Selçukspor                 | Konya         | 1955     | 2007             | 8.            | Recep Konuk Spor Tesisleri         | 2.128     |
| Bandırmaspor                       | Bandırma      | 1965     | 2017             | 2.            | Bandırma 17 Eylül Stadı            | 9.500     |
| Bugsaşspor                         | Ankara        | 1984     | 2007             | 6.            | Ankara Ostim Stadion               | 4.271     |
| Darıca Gençlerbirliği (Aufsteiger) | Darıca        | 1934     | 2018             | 01. 2         | Darıca İlçe Stadı                  | 6.000     |
| Etimesgut Belediyespor             | Ankara        | 1990     | 2016             | 10.           | Etimesgut Belediyesi Atatürk Stadı | 3.000     |
| Fatih Karagümrük SK                | Istanbul      | 1926     | 2014             | 15.           | Vefa-Stadion                       | 6.500     |
| Fethiyespor                        | Fethiye       | 1933     | 2014             | 14.           | Fethiye Bezirksstadion             | 8.372     |
| Kahramanmaraşspor                  | Kahramanmaraş | 1969     | 2014             | 11.           | Stadion des 12. Februars           | 15.0500   |
| Kırklarelispor                     | Kırklareli    | 1925     | 2011             | 10.           | Kırklareli Atatürk Stadı           | 8.000     |
| Manisa BB (Aufsteiger)             | Manisa        | 1994     | 2018             | 01. 2         | Mümin Özkasap Spor Tesisi          | 1.000     |
| Menemen Belediyespor               | Menemen       | 1993     | 2014             | 2.            | Menemen Stadtstadion               | 2.000     |
| Pendikspor                         | Istanbul      | 1950     | 2011             | 13.           | Pendik Stadion                     | 2.500     |
| Şanlıurfaspor                      | Şanlıurfa     | 1969     | 2017             | 4.            | Şanlıurfa GAP Stadı                | 28.9650   |
| Sivas Belediyespor                 | Sivas         | 2009     | 2015             | 4.            | Sivas 4 Eylül Stadı                | 16.8500   |
| Tarsus İdman Yurdu (Aufsteiger)    | Tarsus        | 1923     | 2018             | 002. 2, 3     | Burhanettin-Kocamaz-Stadion        | 6.000     |
| Tokatspor                          | Tokat         | 1969     | 2008             | 9.            | Gazi Osmanpasa Stadı               | 7.500     |
| Tuzlaspor                          | Istanbul      | 1954     | 2015             | 13.           | Bahçelievler İl Özel İdare Stadı   | 4.350     |
| Zonguldak Kömürspor                | Zonguldak     | 1966     | 2016             | 12.           | Karaelmas Kemal Köksal Stadı       | 13.7950   |

| Anadolu Selçukspor |

| Bandırmaspor |

| Etimesgut Belediyespor, Bugsaşspor |

| Darıca Gençlerbirliği |

| Istanbul |

| Vereine in Istanbul: Fatih Karagümrük SK, Pendikspor, Tuzlaspor |

| Fethiyespor |

| Kahramanmaraşspor |

| Kırklarelispor |

| Manisa BB |

| Menemen Belediyespor |

| Şanlıurfaspor |

| Sivas Belediyespor |

| Tarsus İdman Yurdu |

| Tokatspor |

| Zonguldak Kömürspor |

## Statistiken

### Abschlusstabelle Gruppe Weiß
| Pl. | Verein                  | Sp. | S  | U  | N  | Tore    | Diff. | Punkte |
| --- | ----------------------- | --- | -- | -- | -- | ------- | ----- | ------ |
| 1.  | Keçiörengücü            | 34  | 23 | 7  | 4  | 069:240 | +45   | 76     |
| 2.  | Kastamonuspor 1966      | 34  | 23 | 5  | 6  | 067:230 | +44   | 74     |
| 3.  | Samsunspor (A)          | 34  | 22 | 7  | 5  | 060:250 | +35   | 73     |
| 4.  | Sakaryaspor             | 34  | 20 | 9  | 5  | 063:310 | +32   | 69     |
| 5.  | Sarıyer SK              | 34  | 20 | 8  | 6  | 056:320 | +24   | 68     |
| 6.  | Sancaktepe Belediyespor | 34  | 15 | 8  | 11 | 052:360 | +16   | 53     |
| 7.  | BB Bodrumspor           | 34  | 16 | 4  | 14 | 056:480 | +8    | 52     |
| 8.  | Amed SK                 | 34  | 14 | 7  | 13 | 044:420 | +2    | 49     |
| 9.  | Eyüpspor                | 34  | 12 | 10 | 12 | 050:460 | +4    | 46     |
| 10. | İnegölspor              | 34  | 13 | 6  | 15 | 045:480 | −3    | 45     |
| 11. | Utaş Uşakspor (N)       | 34  | 9  | 13 | 12 | 040:390 | +1    | 40     |
| 12. | Gümüşhanespor           | 34  | 9  | 13 | 12 | 041:420 | −1    | 40     |
| 13. | Niğde Anadolu FK        | 34  | 9  | 10 | 15 | 038:470 | −9    | 37     |
| 14. | Ankara Demirspor (N)    | 34  | 9  | 7  | 18 | 036:500 | −14   | 34     |
| 15. | Hacettepe SK            | 34  | 7  | 12 | 15 | 045:580 | −13   | 33     |
| 16. | Bayrampaşaspor (N)      | 34  | 8  | 9  | 17 | 032:530 | −21   | 33     |
| 17. | Manisaspor 5 (A)        | 34  | 4  | 3  | 27 | 031:100 | −69   | 0      |
| 18. | Gaziantepspor 5 (A)     | 34  | 3  | 2  | 29 | 011:920 | −81   | −34    |

Platzierungskriterien: 1. Punkte – 2. Direkter Vergleich (Punkte, Tordifferenz, geschossene Tore) – 3. Tordifferenz – 4. geschossene Tore

| (A) | Absteiger aus der TFF 1. Lig 2017/18  |
| (N) | Aufsteiger aus der TFF 3. Lig 2017/18 |

### Abschlusstabelle Gruppe Rot
| Pl. | Verein                    | Sp. | S  | U  | N  | Tore    | Diff. | Punkte |
| --- | ------------------------- | --- | -- | -- | -- | ------- | ----- | ------ |
| 1.  | Menemen Belediyespor      | 34  | 20 | 8  | 6  | 076:460 | +30   | 68     |
| 2.  | Fatih Karagümrük SK       | 34  | 21 | 5  | 8  | 055:340 | +21   | 68     |
| 3.  | Manisa BB (N)             | 34  | 17 | 11 | 6  | 065:280 | +37   | 62     |
| 4.  | Tuzlaspor                 | 34  | 16 | 11 | 7  | 057:250 | +32   | 59     |
| 5.  | Şanlıurfaspor             | 34  | 15 | 11 | 8  | 048:330 | +15   | 56     |
| 6.  | Etimesgut Belediyespor    | 34  | 16 | 7  | 11 | 046:410 | +5    | 55     |
| 7.  | Pendikspor                | 34  | 14 | 9  | 11 | 054:480 | +6    | 51     |
| 8.  | Kırklarelispor            | 34  | 12 | 9  | 13 | 046:400 | +6    | 45     |
| 9.  | Sivas Belediyespor        | 34  | 12 | 8  | 14 | 049:530 | −4    | 44     |
| 10. | Tarsus İdman Yurdu (N)    | 34  | 11 | 9  | 14 | 048:530 | −5    | 42     |
| 11. | Zonguldak Kömürspor       | 34  | 11 | 9  | 14 | 036:490 | −13   | 42     |
| 12. | Bugsaşspor                | 34  | 9  | 14 | 11 | 037:540 | −17   | 41     |
| 13. | Bandırmaspor              | 34  | 10 | 8  | 16 | 046:570 | −11   | 38     |
| 14. | Kahramanmaraşspor         | 34  | 10 | 8  | 16 | 038:540 | −16   | 38     |
| 15. | Anadolu Selçukspor        | 34  | 8  | 13 | 13 | 050:600 | −10   | 37     |
| 16. | Fethiyespor               | 34  | 7  | 14 | 13 | 035:400 | −5    | 35     |
| 17. | Tokatspor 4               | 34  | 6  | 12 | 16 | 028:460 | −18   | 27     |
| 18. | Darıca Gençlerbirliği (N) | 34  | 5  | 6  | 23 | 026:790 | −53   | 21     |

Platzierungskriterien: 1. Punkte – 2. Direkter Vergleich (Punkte, Tordifferenz, geschossene Tore) – 3. Tordifferenz – 4. geschossene Tore

| (A) | Absteiger aus der TFF 1. Lig 2017/18  |
| (N) | Aufsteiger aus der TFF 3. Lig 2017/18 |

## Play-offs
Viertelfinale
- Hinspiele: 9. Mai 2019
- Rückspiele: 13. Mai 2019

|               | Gesamt |                     | Hinspiel | Rückspiel |
| ------------- | ------ | ------------------- | -------- | --------- |
| Tuzlaspor     | 3:2    | Manisa BB           | 0:2      | 2:1 n. V. |
| Şanlıurfaspor | 1:3    | Fatih Karagümrük SK | 0:1      | 1:2       |
| Sarıyer SK    | 2:1    | Kastamonuspor 1966  | 1:0      | 1:1 n. V. |
| Sakaryaspor   | 1:0    | Samsunspor          | 1:0      | 0:0       |

Halbfinale
- Hinspiele: 17. Mai 2019
- Rückspiele: 21. Mai 2019

|            | Gesamt |                     | Hinspiel | Rückspiel |
| ---------- | ------ | ------------------- | -------- | --------- |
| Manisa BB  | 1:2    | Fatih Karagümrük SK | 1:0      | 0:2       |
| Sarıyer SK | 0:4    | Sakaryaspor         | 0:4      | 0:0       |

Finale
| Sakaryaspor                                       | Sakaryaspor | Fatih Karagümrük SK | Fatih Karagümrük SK |
| ------------------------------------------------- | --- | --- | ------------------- |
| Sakaryaspor                                       | \| Play-off-Finale \| \| 28. Mai 2019 um 21:40 Uhr in Bursa (Timsah Arena) \| \| Ergebnis: 0:2 (0:0) \| \| Schiedsrichter: Mete Kalkavan \| \| Spielbericht \|                                                                                       | \| Play-off-Finale \| \| 28. Mai 2019 um 21:40 Uhr in Bursa (Timsah Arena) \| \| Ergebnis: 0:2 (0:0) \| \| Schiedsrichter: Mete Kalkavan \| \| Spielbericht \|                                                                                | Fatih Karagümrük SK |
| Sakaryaspor                                       | Oğuz Çalışkan, Canberk Özdemir, Serkan Odabaşoğlu (71. Hacı Doğru), Oğuz Kocabal, Berk İsmail Ünsal, Ferhat Yazgan, Ümit Yasin Arslan, Dilaver Güçlü, Zahit Fındık, Ferit Erişçi, Berkay Değirmencioğlu (83. Umut Sözen) Cheftrainer: Şaban Yıldırım | Tarık Çetin, Ramazan Civelek, Fatih Kuruçuk, Abdulhamit Yıldız, Bilal Aziz, Çağrı Ortakaya (64. Selçuk Alibaz), Ufuk Akyol, Barış Özbek, Erkan Zengin, Turgut Şahin (90. Şenol Can), Mehmet Batdal (78. Ahmet Aras) Cheftrainer: Atılay Canel | Fatih Karagümrük SK |
| Sakaryaspor                                       | 0:1 Selçuk Alibaz (68.) 0:2 Ahmet Aras (87.) | | Fatih Karagümrük SK |
| Sakaryaspor                                       | Oğuz Kocabal (56.) | Ahmet Aras (87.), Erkan Zengin (87.), Bilal Aziz (94.) | Fatih Karagümrük SK |
| Sakaryaspor                                       | Fatih Karagümrük SK ist durch diesen Sieg in die TFF 1. Lig aufgestiegen. | | Fatih Karagümrük SK |
| Play-off-Finale                                   | | |                     |
| 28. Mai 2019 um 21:40 Uhr in Bursa (Timsah Arena) | | |                     |
| Ergebnis: 0:2 (0:0)                               | | |                     |
| Schiedsrichter: Mete Kalkavan                     | | |                     |
| Spielbericht                                      | | |                     |

## Torschützenliste
Der Türkische Fußballverband (TFF) führt für beide Gruppen der TFF 2. Lig separate Torschützenlisten, bestimmt aber den Torschützenkönig zum Saisonende aus einer einzigen zusammengefügten Torschützenliste. Tore die in der Relegationsphase der Saison erzielt wurden, wurden in der Torschützenliste nicht berücksichtigt. Bei gleicher Anzahl von Treffern sind die Spieler alphabetisch nach Nachnamen bzw. Künstlernamen sortiert.
| Rang              | Name             | Mannschaft          | Tore |
| ----------------- | ---------------- | ------------------- | ---- |
| 01.               | Taha Balcı       | Keçiörengücü        | 21   |
| 02.               | Murat Yılmaz     | Tuzlaspor           | 18   |
| 03.               | Yaser Yıldız     | Sarıyer SK          | 17   |
| 04.               | Musa Caner Aktaş | Niğde Anadolu FK    | 16   |
| 05.               | Erkan Zengin     | Fatih Karagümrük SK | 15   |
| Stand: Saisonende |                  |                     |      |

## Die Meistermannschaften

### Keçiörengücü (Gruppe Weiß)
| 1. | Keçiörengücü |
|    | - Tor: Metin Uçar (32 Spiel/kein Tor); Emre Yılmazer (1/-); Okan Karabulut (-/-) - Abwehr: Hakan Çevik (22/1); Abdulkadir Korkut (30/-); Süleyman Olgun (31/1); Erdi Dikmen (29/3); Cihan Can (18/1); Gökhan Meral (31/-); Osman Keçelioğlu (1/-) - Mittelfeld: Selim Kayacı (11/2); Yücel Yıldırım (1/-); Sertaç Çam (33/10); Burak Aydın (29/5); Burak Göksel (3/-); Uğurcan Bekçi (12/-); Seçkin Getbay (20/2); Devrim Taşkaya (31/11); Uğur Utlu (29/1); Batuhan Süer (10/-) - Angriff: Taha Balcı (32/21); Abdulkadir Kuzey (16/5) - Trainer: Hamdi Yılmaz |

### Menemen Belediyespor (Gruppe Rot)
| 1. | Menemen Belediyespor |
|    | - Tor: Necati Yılmaz (30 Spiel/kein Tor); Amir Güren (5/-); Mertcan Yılmaz (-/-); Erhan Aslan (-/-) - Abwehr: Taşkın Çalış (32/7); Rıdvan Koçak (29/4); Semih Ceylan (25/2); Ercan Coşkun (10/-); Furkan Bayır (1/-); Oğuzhan Ay (-/-); - Mittelfeld: Mustafa Şen (30/11); Veli Çetin (31/8); Mustafa Çeçenoğlu (11/3); Umut Pusat (30/3); Murat Erdemir (25/-); Tayfun Aydoğan (20/2); Alberk Koç (27/1); Okan Baydemir (32/9); Mahmut Bilir (17/3); Serhat Baştan (14/1); Atakan Ayna (-/-); Bekir Can Sönmez (-/-); Murat Elkatmış (-/-); Jiyan Yavuz (-/-); - Angriff: Hüseyin Çolak (15/5); Talha Yazgan (19/2); Ali Özgün (31/12) - Trainer: Suat Kaya |